# A22高速公路 (意大利)
A22高速公路（義大利語：Autostrada A22），又稱布倫內羅高速公路（Autostrada Brennero），是義大利一條高速公路，自波河畔的摩德納，往北經曼托瓦、維羅納、特倫托、博爾扎諾及布倫內羅山口通往奧地利。全長315公里。
1963年動工，1968年12月21日摩德納至特倫托段通車，1971年4月5日與奧地利一方接通。全段是歐洲E45公路的一部份。